# Birlan
Birlan (pers. بيرلان) – wieś w Iranie, w ostanie Azerbejdżan Zachodni. W 2006 roku liczyła 148 mieszkańców w 35 rodzinach.